# Паљијареле (Кротоне)
Паљијареле је насеље у Италији у округу Кротоне, региону Калабрија.
Према процени из 2011. у насељу је живело 1277 становника. Насеље се налази на надморској висини од 834 м.